# Dom Sowietów w Królewcu
Dom Sowietów (ros. Дом советов) − budowla wzniesiona w Królewcu obok miejsca zburzonego królewieckiego zamku krzyżackiego, jako siedziba administracji obwodowej.

## Historia
W wyniku postanowień poczdamskich Królewiec został przyłączony do ZSRR, a w 1946 roku przemianowany na Kaliningrad. W latach 60. na miejscu zamku zaprojektowano prospekt z centralnie umieszczoną budowlą Domu Sowietów otoczoną terenami zielonymi. Budynek miał pełnić funkcję siedziby administracji obwodowej oraz być symbolem władzy radzieckiej. Pozostałości zamku stopniowo niszczały od zakończenia wojny. Pozostałości zamku zostały na rozkaz Leonida Breżniewa wysadzone w powietrze w 1968 roku jako symbol faszyzmu i niemieckich królów, którzy przez wieki uciskali lud, a także pruskiego militaryzmu. Lokalne władze, a w szczególności sekretarz Komitetu Regionalnego Obwodu Królewieckiego Nikołaj Konowałow popierały taką decyzję, mimo protestów studentów i intelektualistów.
Dom Sowietów zaczęto budować w 1970 r. Początkowo planowano 28 kondygnacji, ale z powodu licznych problemów technicznych budynek obniżono do 21 - m.in. niestabilnego gruntu i niezinwentaryzowanych zamkowych piwnic. Ostatecznie budowa zatrzymała się w drugiej połowie lat 1980., kiedy zaawansowanie prac wynosiło 95%, tzn. budynek został ukończony jako bryła, przeszklony i podłączony do mediów, a wewnątrz zainstalowano windy, zaś na zewnątrz ustawiono fontanny i klomby. Uruchomienie zaplanowano na IV kwartał 1988 r., ale nigdy nie doszło ono do skutku z powodu problemów gospodarczych okresu pieriestrojki.
Gmach bywa nazywany głową robota, potworem, uszami, lub zemstą Prusaków. Na placu (parkingi) latem odbywały się festiwale i pikniki. Tradycją było samodzielne odwiedzanie budynku i wchodzenie na jego dach, zdarzało się także oddawanie skoków ze spadochronem.
Po upadku ZSRR w latach 90. utworzona do zarządzania obiektem firma zbankrutowała na początku XXI w., a budynek został sprywatyzowany, co równocześnie szybko oprotestowały w sądzie władze miasta. Po 15 latach ciągnącego się procesu gmach wrócił w ręce publiczne w 2019 r. Początkowo władze obwodowe zapowiadały rekonstrukcję budynku, ale z powodu krytycznego stanu wielu jego elementów zdecydowano o rozbiórce i odbudowie w zmodyfikowanej formie.
Przez kilka lat planowana była rewitalizacja śródmieścia i zamku. Planowano odbudowę zamku z funduszy rosyjskiego ministerstwa kultury, jednak projekt ten upadł, pomimo iż plan odbudowy zamku poparł prezydent Władimir Putin podczas swojej wizyty w Królewcu w 2005 roku. W tym samym roku dokonano rewitalizacji budynku z okazji obchodów 750-lecia Królewca − został pomalowany na błękitny kolor, a z okazji mistrzostw świata w piłce nożnej w 2018 r. dziewięciopiętrowe budynki sąsiadujące zostały pomalowane na ten sam kolor.
Zaprezentowana w 2021 r. przez petersburską firmę Studio 44, która stworzyła również koncepcję rewitalizacji historycznego centrum Królewca, koncepcja odbudowy Domu Sowietów, nie obejmowała odbudowy tego gmachu, a wzniesienie zabudowy kwartałowej. Prace nad rozbiórką Domu Sowietów rozpoczęły się w maju 2023 r., a ich zakończenie zaplanowano na lato 2024 r.
Władze miasta cały czas forsowały plan odbudowy. Zwolennikiem odbudowy jest architekt Artur Sarnitz. Rozbiórka Domu Sowietów ma też swoich przeciwników, m.in. wśród części architektów, których zdaniem budowla stała się pomnikiem sowieckiej architektury i wybitnym dziełem, a także częścią historii miasta.